# 'Igginbottom's wrench
 'Igginbottom's wrench is het enige studioalbum van 'Igginbottom, een vriendenclub uit Bradford, West Yorkshire. Het album kwam tot stand toen de band kennismaakte met een aantal andere musici uit Love Affair, die wel wat in de jongelui zag. Ook Ronnie Scott van de befaamde jazzclub had de heren hoog zitten. Het album is in een zeer korte tijd opgenomen, de geluidsstudio was onbekend, maar de bandleden vermoeden dat het ergens in West Londen was. Opnamen namen volgens geruchten niet langer dan één dag in beslag. De band speelde het repertoire al langer (ze zijn ontdekt tijdens de optredens) en dat maakt die termijn aannemelijk.
Het album bevat een voor dit tijd vreemde mengeling van progressieve rock en jazz, zonder dat er eigenlijk sprake is van wat toen bekend was als jazzrock. Alle nummers werden achter elkaar doorgespeeld en dat geeft een inzicht in de stijl waarin Allan Holdsworth toen in speelde. Een consequente melodielijn of ritme is niet te vinden op dit album; het is een aaneenschakeling van rustige passages en de techniek, die Holdsworth later in zijn andere bands zou openbaren. Dat geeft het geheel een onrustig klankbeeld, hetgeen werd versterkt door de matige zang(-kwaliteiten). Voor fans van technische gitaarmuziek bleef het album lang van waarde.
Holdsworth nam later om onbekende redenen afstand van het album; hij zou het liever nooit hebben opgenomen. Toch verschenen heruitgaven soms onder de naam Allan Holdsworth & Friends omdat Holdsworth in de jaren volgend op dit album geliefd en bekend werd bij de fans van progressieve rockmuziek en jazzrockfanaten.  

## Musici
- Allan Holdsworth – gitaar, zang (verder album Velvet darkness)
- Steven Robinson – gitaar, zang
- Mick Skelly – basgitaar
- Dave Freeman – slagwerk

## Muziek
| Nr. | Titel                                     | Duur  |
| --- | ----------------------------------------- | ----- |
| 1.  | The castle (Holdsworth)                   | 2:55  |
| 2.  | Out of confusion ('Igginbottom)           | 2:09  |
| 3.  | The witch (Holdsworth)                    | 3:03  |
| 4.  | Sweet dry biscuits (Holdsworth)           | 2:52  |
| 5.  | California dreaming (John Phillips)       | 4:00  |
| 6.  | Golden lakes (Holdsworth)                 | 5:12  |
| 7.  | Not so sweet dreams (Holdsworth)          | 5:00  |
| 8.  | Is she just a dream? (Holdsworth, Skelly) | 4:33  |
| 9.  | Blind girl (Robinson)                     | 3:46  |
| 10. | The donkey (Robinson)                     | 10:42 |